# Kanton Laferté-sur-Amance
Kanton Laferté-sur-Amance (fr. Canton de Laferté-sur-Amance) byl francouzský kanton v departementu Haute-Marne v regionu Champagne-Ardenne. Tvořilo ho 11 obcí. Zrušen byl po reformě kantonů 2014.

## Obce kantonu
- Anrosey
- Bize
- Guyonvelle
- Laferté-sur-Amance
- Maizières-sur-Amance
- Neuvelle-lès-Voisey
- Pierremont-sur-Amance
- Pisseloup
- Soyers
- Velles
- Voisey